# Офіційний Монітор Республіки Молдова
«Офіційний Монітор Республіки Молдова» (рум. Monitorul Oficial al Republicii Moldova) — молдовська газета, офіційний друкований орган уряду Молдови. Створений за взірцем румунського видання — «Офіційного Монітору Румунії». Виходить з 1994 року. Видається в Кишиневі румунською мовою. Висвітлює діяльність уряду: публікує офіційні закони, накази, постанови тощо. Коротка назва — Офіційний Монітор (рум. Monitorul Oficial, рос. Официальный Монитор).